# Ioan Ban
Ioan Ban (n. 18 august 1942) este un fost deputat român în legislatura 1990-1992, ales în județul Sibiu pe listele partidului PNL. În cadrul activității sale parlamentare a fost membru în grupurile parlamentare de prietenie cu Republica Populară Chineză și Republica Italiană. Ioan Ban a fost membru în 
- Comisia juridică, de disciplină și imunități
- Comisia pentru administrație centrală și locală, amenajarea teritoriului și urbanism